# Сэндай (княжество)
Княжество Сэндай (яп. 仙台藩 Сэндай-хан), так известно как Княжество Датэ (яп. 伊達藩 Датэ-хан) — феодальное княжество (хан) в Японии периода Эдо (1600—1871), в провинции Муцу региона Тосандо на севере острова Хонсю (территория современных префектур Мияги, Иватэ и Фукусима).
Княжество Сэндай было самым большим из княжеств Северной Японии и одним из крупнейших княжеств в Японии, уступая только княжествам Сацума и Кага.
Дочерние княжества:
- княжество Мицусава (яп. 水沢藩)
- княжество Итиносэки (яп. 一関藩)
- княжество Иванума (яп. 岩沼藩)

## Краткая история
Административный центр княжества: замок Сэндай (современный город Сендай), префектура Мияги
Доход княжества: 625 000 коку риса
Княжество Сэндай было основано в последние годы XVI века. Когда даймё Датэ Масамунэ в 1590 году прибыл к Тоётоми Хидэёси, который во главе огромной армии осадил замок Одавара, столицу рода Го-Ходзё, правитель Японии предоставил ему во владение бывшие владения родов Касаи и Осаки, в обмен за его наследственные земли Йонедзава, Айдзу и Сэндо. После вступления в свой новый лен, Датэ Масамунэ поселился в замке Ивадэяма, затем построил замок Сендай, куда перенес свою резиденцию.
В 1600 году Датэ Масамунэ поддержал Токугава Иэясу в его противостоянии с Исидой Мицунари. Датэ Масамунэ и Могами Ёсиаки вели успешную борьбу с Уэсуги Кагэкацу, союзником Исида Мицунари. После победы в битве при Сэкигахара Токугава Иэясу признал Датэ Масамунэ правителем княжества Сэндай в провинции Муцу. Его потомки управляли княжеством вплоть до 1871 года.
В июне 1868 года во время Войны Босин даймё княжества Сэндай Датэ Ёсикуни был одним из организаторов создания Северного союза японских княжеств против нового императорского правительства Мэйдзи. В ноябре того же года княжество Сендай вынуждено было капитулировать перед императорской армией. В отличие от соседнего княжества Айдзу, княжество Сэндай пережило гражданскую войну в значительной степени нетронутым, хотя и с сильно пониженным рисовым рейтингом.
Княжество Сэндай, как и все остальные японские феодальные княжества, было ликвидировано в 1871 году.

## Правители княжества
- Род Датэ, 1600—1871 (тодзама-даймё)

| №  | Имя           | Имя       | Годы правления | Годы жизни  | Примечания |
| -- | ------------- | --------- | -------------- | ----------- | --- |
| 1  | Датэ Масамунэ | 伊達政宗  | 1600 — 1636    | 1567 — 1636 | Старший сын и преемник Датэ Тэрумунэ                                                                                |
| 2  | Датэ Тадамунэ | 伊達 忠宗 | 1636 — 1658    | 1600 — 1658 | Второй сын и преемник Датэ Масамунэ                                                                                 |
| 3  | Датэ Цунамунэ | 伊達 綱宗 | 1658 — 1660    | 1640 — 1711 | Сын Датэ Тадамунэ                                                                                                   |
| 4  | Датэ Цунамура | 伊達 綱村 | 1660 — 1703    | 1659 — 1719 | Сын Датэ Цунамунэ                                                                                                   |
| 5  | Датэ Ёсимура  | 伊達 吉村 | 1703 — 1743    | 1680 — 1752 | Старший сын Датэ Мунэфусы, усыновлён Датэ Цунамурой                                                                 |
| 6  | Датэ Мунэмура | 伊達宗村  | 1743 — 1756    | 1718 — 1756 | Сын и преемник Датэ Ёсимуры                                                                                         |
| 7  | Датэ Сигэмура | 伊達重村  | 1756 — 1790    | 1742 — 1796 | Второй сын Датэ Мунэмуры                                                                                            |
| 8  | Датэ Наримура | 伊達斉村  | 1790 — 1796    | 1775 — 1796 | Второй сын и преемник Датэ Сигэмуры                                                                                 |
| 9  | Датэ Тикамунэ | 伊達周宗  | 1796 — 1812    | 1796 — 1812 | Старший сын Датэ Наримуры                                                                                           |
| 10 | Датэ Наримунэ | 伊達斉宗  | 1812 — 1819    | 1796 — 1819 | Второй сын Датэ Наримуры                                                                                            |
| 11 | Датэ Нариёси  | 伊達斉義  | 1819 — 1827    | 1798 — 1828 | Сын Тамуры Мурасукэ (1763—1808), даймё княжества Итиносеки (1782—1798), приемный сын 10-го даймё Датэ Наримунэ      |
| 12 | Датэ Нарикуни | 伊達斉邦  | 1827 — 1841    | 1817 — 1841 | Старший сын Датэ Мунэмицу (1787—1843), представителя боковой ветви рода Датэ, был усыновлён 11-м даймё Датэ Нариёси |
| 13 | Датэ Ёсикуни  | 伊達 慶邦 | 1841 — 1868    | 1825 — 1874 | Второй сын Датэ Нариёси                                                                                             |
| 14 | Датэ Мунэмото | 伊達宗基  | 1868 — 1870    | 1866 — 1917 | Четвертый сын Датэ Ёсикуни                                                                                          |
| 15 | Датэ Мунэацу  | 伊達宗敦  | 1870 — 1871    | 1852 — 1911 | Второй сын Датэ Мунэнари, приемный сын 13-го даймё княжества Сендай Датэ Ёсикуни                                    |